# Les Bordes, Indre
Les Bordes är en kommun i departementet Indre i regionen Centre-Val de Loire i de centrala delarna av Frankrike. Kommunen ligger i kantonen Issoudun-Nord som tillhör arrondissementet Issoudun. År 2022 hade Les Bordes 824 invånare.

## Befolkningsutveckling
Antalet invånare i kommunen Les Bordes
Referens:INSEE